# Guerra de Jabal Acdar
Guerra de Jabal Acdar  (em árabe: حرب الجبل الأخضر; romaniz.: Harb al-Jebel el-Akhdar) ou rebelião de Jabal Acdar  eclodiu em 1954 e novamente em 1957, em Omã, como uma tentativa pelo Imame Galibe ibne Ali Alhinai de proteger os territórios do Imamado de Omã do sultão Saíde ibne Taimur. A guerra continuou até 1959, quando as forças armadas britânicas foram envolvidas em auxilio ao sultão e venceram a guerra. 